# Misiunea militară franceză în Japonia (1872–1880)

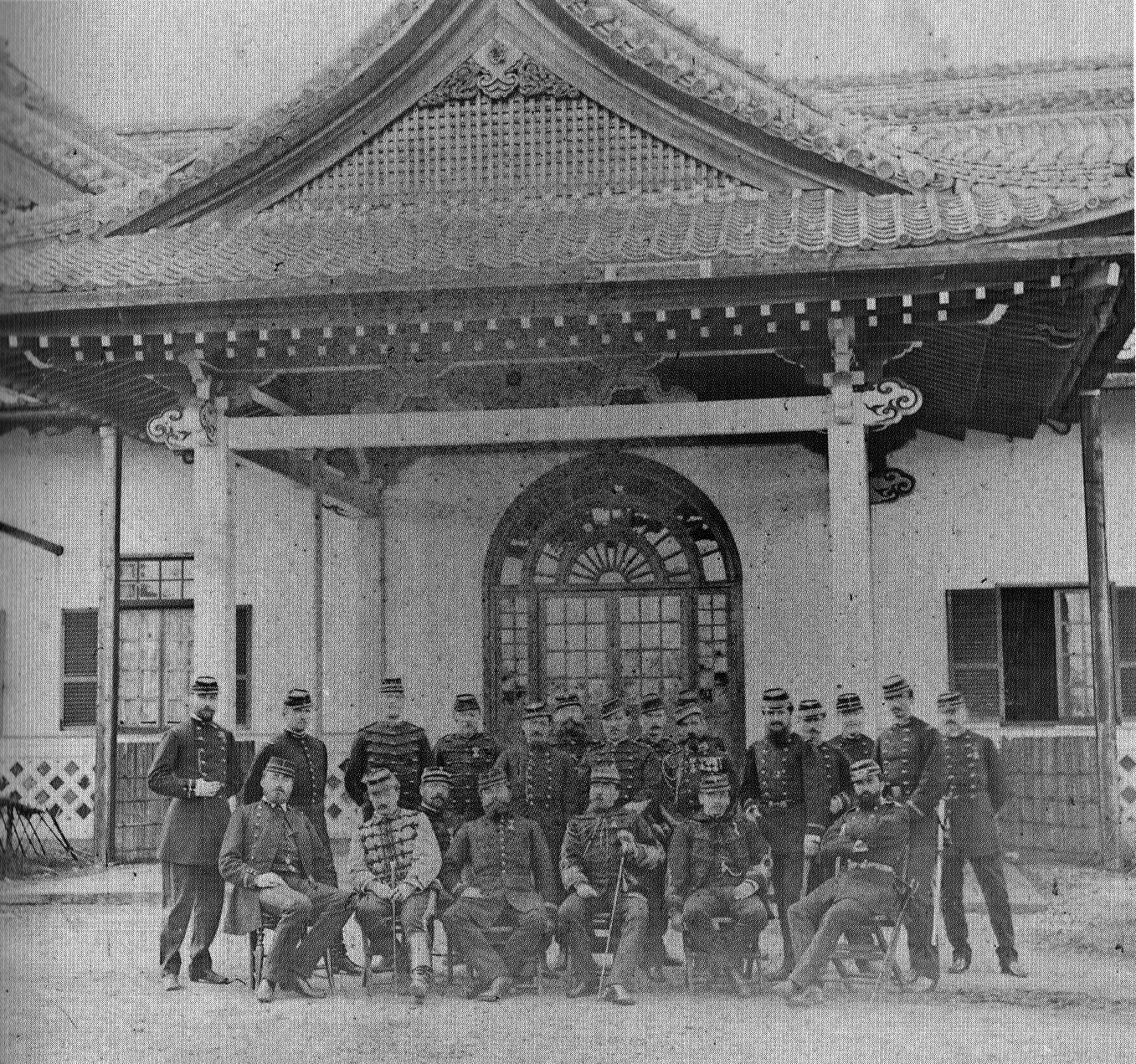
A doua misiune militară franceză în Japonia (1872–1880)

Misiunea militară franceză în Japonia din 1872–1880 a fost a doua misiune militară franceză în țară. Ea urma după prima misiune în această țară, care încetase odată cu izbuncirea  războiului Boshin și instaurarea domniei  împăratului Meiji.

## Cadru istoric
Formarea celei de-a doua misiuni militare franceze în Japonia a fost mai degrabă o surpriză, de vreme ce mai mulți membri ai primei misiuni militare franceze trecuseră de partea shogunului Tokugawa Yoshinobu, care luptase împotriva guvernului  împăratului Meiji în timpul  războiului Boshin. Mai mult chiar, prestigiul militar al francezilor a scăzut foarte mult după înfrângerea suferită în Războiul franco-prusac.
Cu toate acestea, Japonia a continuat să admire puterea militară franceză. Această admirație a fost exprimată de ministrul de externe japonez Iwakura Tomomi în timpul vizitei sare la Paris din 1873:
„ Ministrul afacerilor externe al  Mikadoului (Iwakura) a declarat reprezentantului nostru după lupta noastră fatală împotriva Germaniei: „Știm despre suferința prin care a trebuit să treacă Franța în acest război, dar aceasta nu a schimbat cu nimic părerea noastră cu privire la meritele armatei franceze, care a arătat un mare curaj în fața trupelor superioare numeric”.”—Revue des Deux Mondes (March–April 1873). Le Japon depuis l'Abolition du Taïcounat

## Misiunea

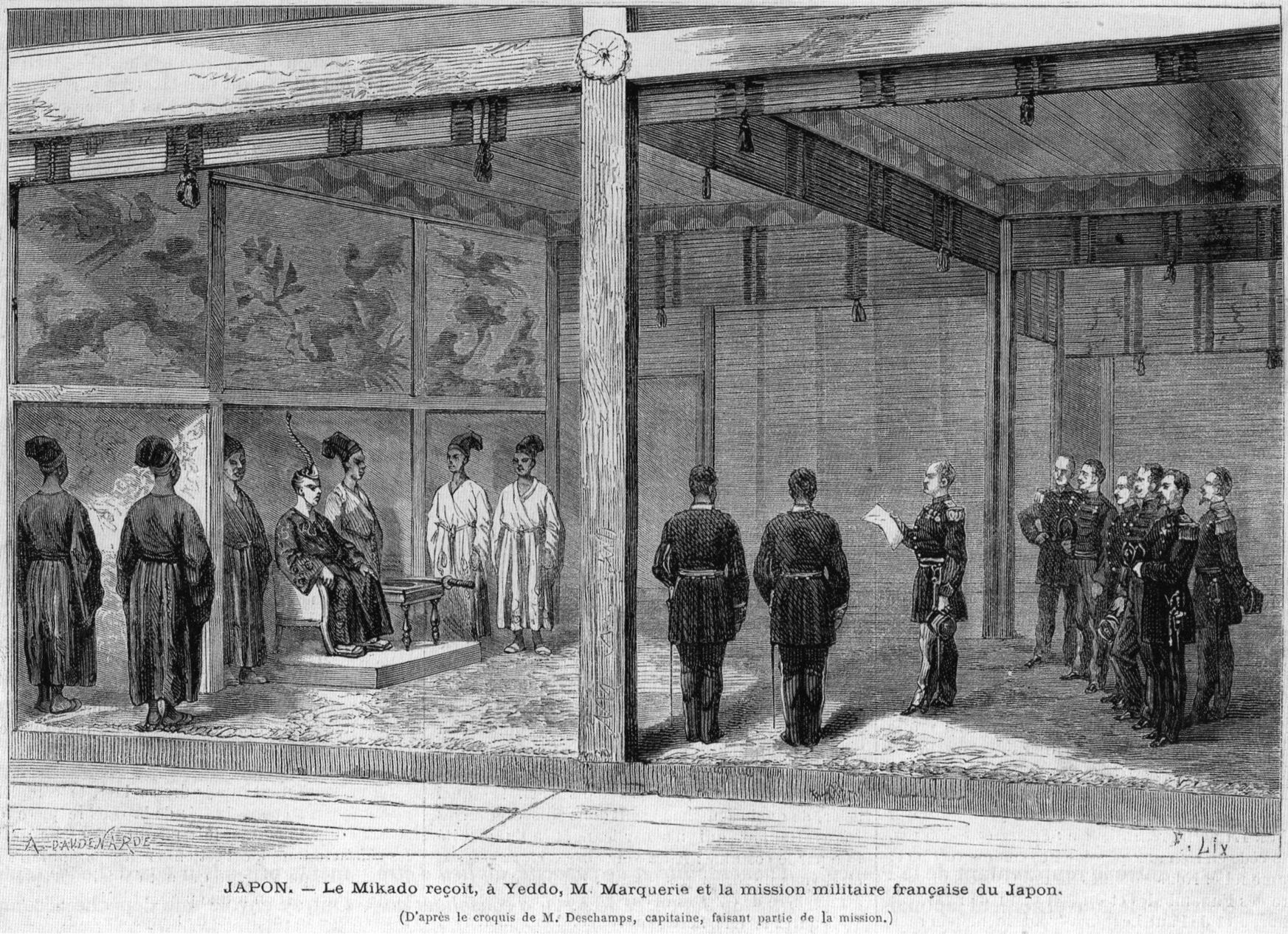
Primirea membrii misiunii francee de către împăratul Meiji în 1872

Misiunea militară franceză a sosit în Japonia în mai 1873. Comandantul ei era locotenent-colonelul Charles Antoine Marquerie (1824–1894). Mai târziu, acesta a fost înlocuit de colonelul Charles Claude Munier.
Misiunea era compusă din 9 ofițeri, 14 subofițeri, un șef de muzică militară (Gustave Désiré Dragon), un Veterinar și doi maiștri militari. Printre membrii misiunii s-a aflat Louis Kreitmann (1851–1914), căpitan inginer al trupelor de geniu. Louis Kreitmann avea să devină mai târziu directorul prestigioasei École Polytechnique. Kreitmann a făcut în perioada în care s-a aflat în Japonia aproximativ 500 de fotografii, care sunt păstrate în zilele noastre la   Institut des Hautes Études Japonaises din Paris.
Membrii misiunii franceze au fost angajați cu contracte pe trei ani, cu salarii lunare cuprinse între 150 și 400 de yeni. Pentru comparație, salariul prim-ministrului japonez din acea vreme era de 500 de yeni, iar un profesor de școală primară proaspăt absolvent primea 5 yeni pe lună. 

## Activități
Obiectivul misiunii era să ajute la reorganizarea Armata Imperială Japoneză și sprijinirea editării primei legi a recrutării, care a fost emisă în 1873. Legea stabilea serviciu militar obligatoriu de trei ani pentru toți bărbații, cu o perioadă de patru ani de păstrare în registrele militare ca rezervist. 
Misiunea franceză a activat în principal la Școala militară pentru subofițeri Ueno. Între 1872-1880, mai multe școli și stabilimente militare  au fost plasate sub conducerea misiunii, printre acestea aflându-se: 

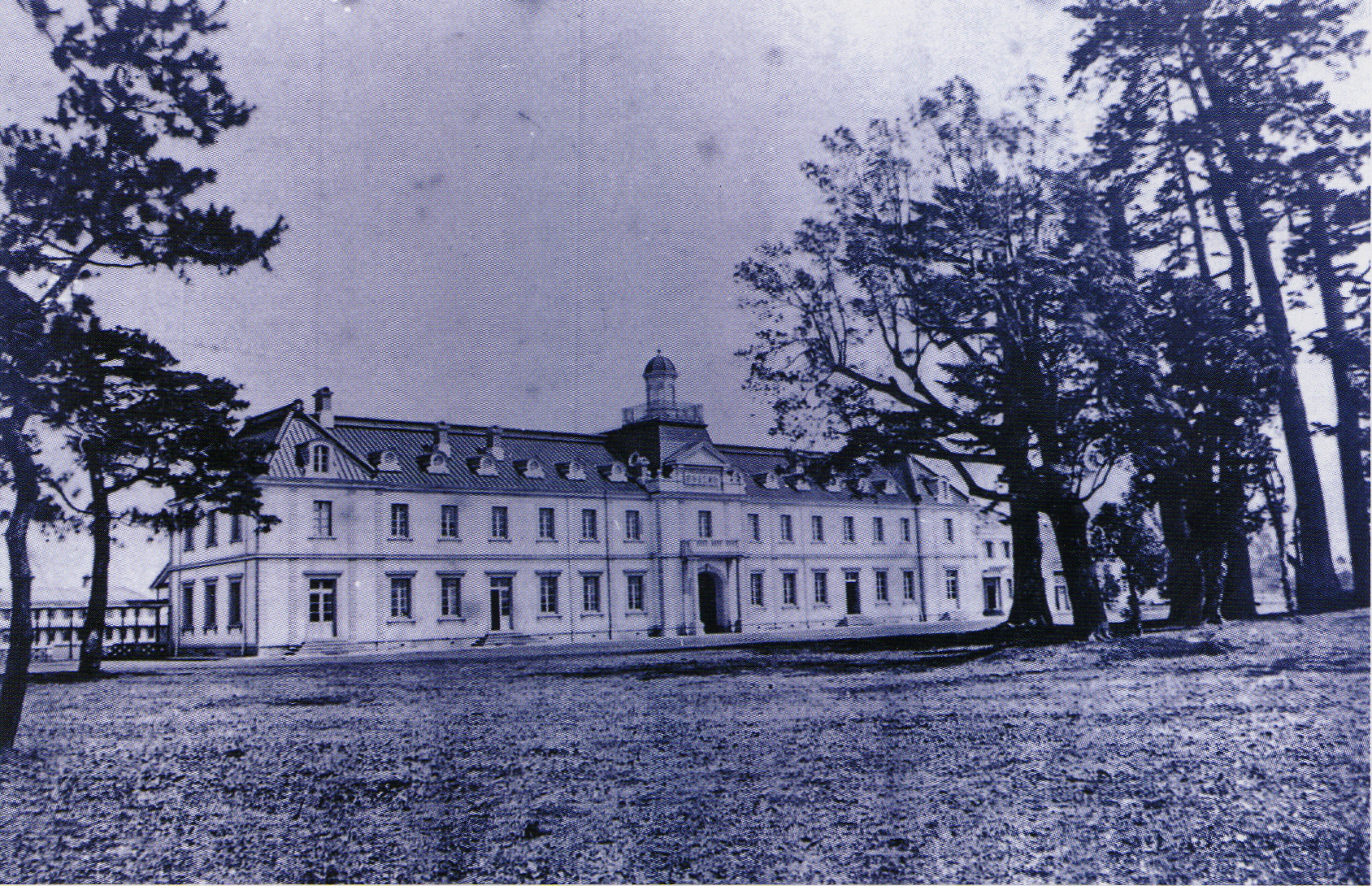
Academia militară imperială (市ヶ谷陸軍士官学校) de la Ichigaya, Tokyo. Clădirea a fost ridicată de Misiunea militară franceză pe locul unde se află în zilele noastre Ministerul Apărării (fotografie din 1874)

- Nou înființata Toyama Gakko, prima școală pentru instruirea ofițerilor și subofițerilor.
- O școală pentru instruirea în tir cu puști franceze.
- Un arsenal pentru fabricarea de arme de foc și muniția corespunzătoare, echipată cu utilaje franceze, une au fost angajați 2.500 de muncitori.
- Bateriile de artilerie din suburbiile orașului Tokyo.
- O fabrică de praf de pușcă.

Începând cu 1874 până la terminarea mandatului, misiunea a avut misiunea să construiască sistemul de apărare de coastă al Japoniei. 

Misiunea militară franceză a activat într-o perioadă de tensiuni interne în Japonia, când a avut loc rebeliunea Satsuma a lui Saigō Takamori, și a contribuit în mod semnificativ la modernizarea forțelor imperiale în perioada premergătoare izbucnirii conflictului. 
Unii membri ai misiunii s-au străduit să învețe și artele marțiale japoneze. Villaret și Kiehl au fost membrii ai dojoului lui Sakakibara Kenkichi, un maestru al  Jikishinkage- ryu, o formă de scrimă (Kenjutsu), făcându-i pe aceștia unuii dintre primii practicanți occidentali ai artelor marțiale japoneze.

## Moștenirea
O  a treia misiune militară franceză compusă din cinci oameni avea să fie trimisă  în 1884–1889,  dar japonezii au implicat în pregătirea militară a forțelor terestre și Germania în perioada 1886–1889.
Cam în aceeași perioadă de timp, Franța a început să aibă o influență considerabilă asupra Marinei Imperiale. Inginerul Louis-Émile Bertin a condus proiectarea și construirea primei forțe navale moderne a Japoniei începând cu anul 1886.

## Unii dintre membri ai misiunii

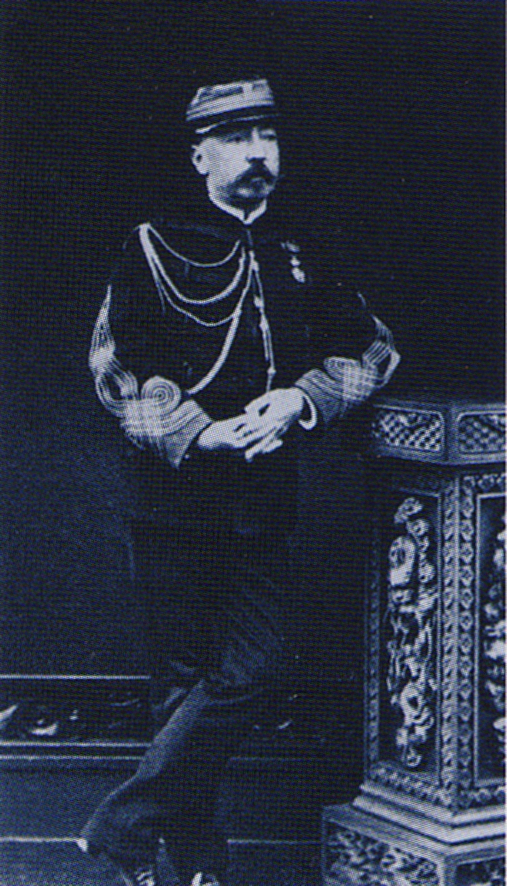
Colonelul Munier, al doilea comandant al misiuni militare; fotografie din 1874.

- Armand Pierre André Echemann (11 apriliea 1872 – 18 ianuarie 1875). Căpitan de infanterie instructor pentru exercițiile militare, tragere, pregătire fizică și teoretică.
- Joseph Auguste Cros (11 aprilie 1872 – 29 februarie 1876). Sublocotenent de infanterie instructor pentru exercițiile militare, tragere, pregătire fizică și teoretică.
- François Joseph Ducros (26 mai  –  10 aprilie 1877). Sergent de infanterie  instructor pentru pregătirea fizică.
- Alexandre Étienne Bouguin (29 octombrie 1875 – 31 decembrie 1879). Locotenent de infanterie instructor pentru teoria tragerii.
- Joseph Kiehl (27 septembrie 1884 – 24 iulie 1887). Sergent de intendență instructor pentru pregătirea fizică și scrimă.
- Étienne de Villaret (29 octombrie 1884 – 28 octombrie 1887). Locotenent de infanterie instructor pentru strategie, teoria și tehnica tragerii.
- Henri Berthaut (angajat pe 29 octombrie 1884, reangajat pe 29 octombrie 1889. Locotenent, administrator al misiunii și organizatorul orarului cursurilor de instruire.
- Henri Lefèbvre (25 septembrie 1887 – 26 ianuarie 1889). Căpitan de infanterie, instructor pentru strategie, tragere și teoria pregătirii fizice.